# ضرورت این‌همانی
ضرورتِ اینهَمانی نامِ مجموعه‌ای از احکام در متافیزیک تحلیلی و در منطق موجهات است که ساده‌ترین شکل‌اش دربارهٔ اشیاء است: به ازای هر دو شیء x و y، اگر x و y شیئی واحد باشند آنگاه اینهمان‌بودنِ x و y امری است ضروری. در شکلِ فرازبانی‌اش، یک شکلِ ساده‌ی ضرورتِ اینهمانی می‌گوید که احکامِ صادقِ اینهمانی بین چیزهایی که (در زبانِ طبیعی) نام تلقی می‌شوند ضرورتاً صادق هستند. در مورد اشیاء، سابقهٔ این ایده به آثار روث بارکان مارکوس در دههٔ ۱۹۴۰ می‌رسد، اما شهرت‌یافتن‌اش، همراه با استدلی مشهور برای آن و نیز بررسی‌اش در موردِ انواعِ طبیعی و جوهرها، مدیون آثار سول کریپکی در دههٔ ۱۹۷۰ است.
خلاصهٔ یکی از استدلال‌های کریپکی (در مورد مثالی خاص) از این قرار است. سیّارهٔ زهره نام‌های متعددی دارد، که «هسپروس» و «فوسفوروس» دو تا از آنها هستند. نام‌های خاص، مطابق نظر کریپکی، نشانگر صلب هستند، به این معنا که هر نام خاص در هر جهانِ ممکنی به شیء واحدی ارجاع می‌دهد. پس هر یک از نام‌های «هسپروس» و «فوسفوروس» در هر جهانِ ممکن به شیء واحدی ارجاع می‌دهند. چون در جهانِ واقع اینها هر دو به یک شیء (سیّارهٔ زهره) ارجاع می‌دهند، پس در هر جهانِ ممکن هم به همین شیء ارجاع می‌دهند؛ بنابراین، این حکمی است ضروری که هسپروس اینهمان است با فوسفوروس.
کریپکی از ضرورتِ گونه‌های دیگری از احکامِ اینهمانی هم دفاع می‌کند: مثلاً اینکه اگر آب در جهانِ واقع H2O باشد، آنگاه آب ضرورتاً H2O است. کریپکی از این گونهٔ ضرورتِ اینهمانی برای استدلال بر ضد بعضی نظرهای مادی‌گرا (از جمله مادی‌گرایی در موردِ ذهن) استفاده می‌کند.